# Буряки (Омская область)
Буряки — исчезнувшая деревня в Москаленском районе Омской области. Входила в состав Элитовского сельсовета. Упразднена в 1973 г.

## География
Располагалась в 3 км к северо-западу от деревни Степок.

## История
Основана в 1910 г. В 1928 году хутор Буряки состоял из 13 хозяйств. В административном отношении входил в состав Гольбштадтского сельсовета Москаленского района Омского округа Сибирского края. Исключена из административного деления района в 1973 году.

## Население
По переписи 1926 г. на хуторе проживало 64 человека (26 мужчины и 38 женщин), основное население — украинцы